# 阿尔金山早熟禾
阿尔金山早熟禾（学名：Poa arjinsanensis）为禾本科早熟禾属下的一个种。